# Az igazság órája
Az igazság órája (eredeti cím: City by the Sea) 2002-ben bemutatott bűnügyi/családi dráma. A főszerepben Robert De Niro, James Franco, Eliza Dushku, Frances McDormand és William Forsythe látható.
A történet részben bűnügyi jellegű, részben családi dráma, ami igaz történeten alapul. A film rendezője Michael Caton-Jones.
Magyarországi bemutató: 2003. augusztus 28.

## Cselekménye
|  | Alább a cselekmény részletei következnek! |

Vincent LaMarca (Robert De Niro) veterán rendőr. Apját kivégezték egy gyermek meggyilkolása miatt, amikor ő 8 éves volt. Bár apja nem szándékosan követte el a gyilkosságot, csak gondatlanságból, a bélyeg rajta maradt Vincenten, ezért ő igyekezett olyan jónak lenni, amennyire csak tudott, ezért rendőr lett. Ugyanakkor fia, Joey LaMarca (James Franco) drogfüggő, aki dulakodás közben megöl egy drogdílert. Vincent és felesége elváltak, amikor Joey még gyerek volt. Felesége ellenséges hozzáállása miatt egyre ritkábban látogatta a gyerekét, végül ezek a látogatások teljesen elmaradtak. Azóta Vincent igyekszik nem gondolni a múltjára. Van egy barátnője, Michelle (Frances McDormand), aki egy emelettel lejjebb lakik, 43 éves, és egyszerű kapcsolatot akar. Ez Vincentnek is megfelel.
Amikor a nyomozás beindul, nemsokára egy drogost keresnek, és beazonosítják a konkrét személyt, aki Vincent fia, Joey LaMarca. Őt a drogdíler főnöke, Spyder (William Forsythe) is keresi, aki meg akarja ölni.
Spyder Joey barátnőjét, Ginát is megkeresi (Eliza Dushku), akinek Joeytól van egy kisfia, Angelo. Mivel Spyder megfenyegeti őket, Gina elviszi Angelót Vincenthez, és a beleegyezése nélkül nála hagyja.
Joey nagyobb bajba kerül, amikor Spyder megtalálja a búvóhelyét, a valamikor elegáns Casinó-t, ahol a rendőrök is keresik Joeyt, és itt Spyder tévedésből lelövi Joey fegyverével Vincent társát, Reg-et (George Dzundza).
Vincent találkozóra hívja a fiát, amikor az jelentkezik nála telefonon, de nem sikerül haladást elérnie, és a rendőrségre sem tudja bevinni. Vincent ekkor Spydert szeretné megtalálni, aki ráharap a csalira, és figyelmeztetésként többször rálő Vincent motelszobájának ablakára a rövidcsövű puskájával. Vincent követi a kocsiját, erősítést kér a rendőrségtől, és behatol az épületbe, ahova Spyder ment. Itt Spyder lefegyverzi, de nem sokkal később Joey lelövi Spydert, mert ő már korábban ide jött, hogy leszámoljon vele. Vincent kéri a fiát, ahogy ne akarjon meghalni, hiszen Angelónak szüksége van rá. Joey hallgat rá, közben azonban egy mesterlövész rájuk lő, azonban Vincentnek sikerül megmentenie a fia életét, mert a golyó útjába veti magát.
Az epilógusban Vincent a tengerparton Angelóval játszik, és az apjáról beszél neki, aki „valamikor vissza fog jönni”. (feltehetően Joeyt elítélték gyilkosságért, és börtönbe került).
|  | Itt a vége a cselekmény részletezésének! |

## Szereposztás
| Szerep               | Színész                | Szinkronhang      |
| -------------------- | ---------------------- | ----------------- |
| Vincent LaMarca      | Robert De Niro         | Végvári Tamás     |
| Michelle             | Frances McDormand      | Molnár Zsuzsa     |
| Joey                 | James Franco           | Bozsó Péter       |
| Gina                 | Eliza Dushku           | Timkó Eszter      |
| Spyder               | William Forsythe       | Haás Vander Péter |
| Maggie               | Patti LuPone           | Román Judit       |
| Dave Simon           | Anson Mount            | Szatmári Attila   |
| Henderson            | John Doman             | Cs. Németh Lajos  |
| Snake                | Brian Tarantina        | Csőre Gábor       |
| Vanessa Hansen       | Drena De Niro          | Keönch Anna       |
| Herb                 | Michael P. Moran       | Konrád Antal      |
| Rossi                | Nestor Serrano         |                   |
| Arnie                | Matthew Cowles         |                   |
| Margery              | Linda Emond            |                   |
| Carl                 | Cyrus Farmer           |                   |
| Reg Duffy            | George Dzundza         | Kerekes József    |
| Picasso              | Jay Boryea             |                   |
| Katt hadnagy         | Leo Burmester          | Szokolay Ottó     |
| Johnson, A.P.C.      | Gregg Edelman          | Juhász György     |
| Jason                | Jason Winther          |                   |
| Will                 | Orlando Pabotoy        |                   |
| Jean                 | Leslie Cohen           |                   |
| Terry                | Michelle Daimer        |                   |
| Bree                 | Stephi Lineburg        |                   |
| Jackson polgármester | Mark La Mura           |                   |
| Evelyn               | Jill Marie Lawrence    |                   |
| Laura, riporter      | Teresa Kelsey          |                   |
| Carol, riporter      | Teresa Woods           |                   |
| Angelo LaMarca       | Michael Della Femina   |                   |
| Orvosszakértő        | Jim Marcus             |                   |
| Sikító tinilány      | Joanne Lamstein        |                   |
| Kisgyerek Angelo     | Dominick Angelo Cangro | Czető Ádám        |

## Forgatási helyszínek
- Long Beach (New York állam) nem annyira lepusztult állapotú, ahogy a filmben ábrázolják. A Long Beach-i jelenetek helyszíne valójában Asbury Park volt, New Jerseyben, aminek kinézetét szándékosan lerontották a felvételek kedvéért.